# Poke
O Poke (do havaiano para "fatiar" ou "cortar transversalmente em pedaços"; às vezes estilizado em inglês como Poké para auxiliar a pronúncia) é um dos principais pratos da cozinha nativa havaiana. Consiste em peixe cru cortado em cubos geralmente servido como aperitivo ou como prato principal. As formas tradicionais são aku (atum oleoso) e heʻe (polvo). O Poke Heʻe é geralmente chamado pelo seu nome japonês Tako Poke, exceto em lugares como a ilha de Ni'ihau, onde a língua havaiana é falada. O ahi poke, cada vez mais popular, é geralmente feito com atum albacora. As adaptações podem incluir salmão cru ou vários crustáceos como ingrediente principal, servido cru com temperos comuns.

## História

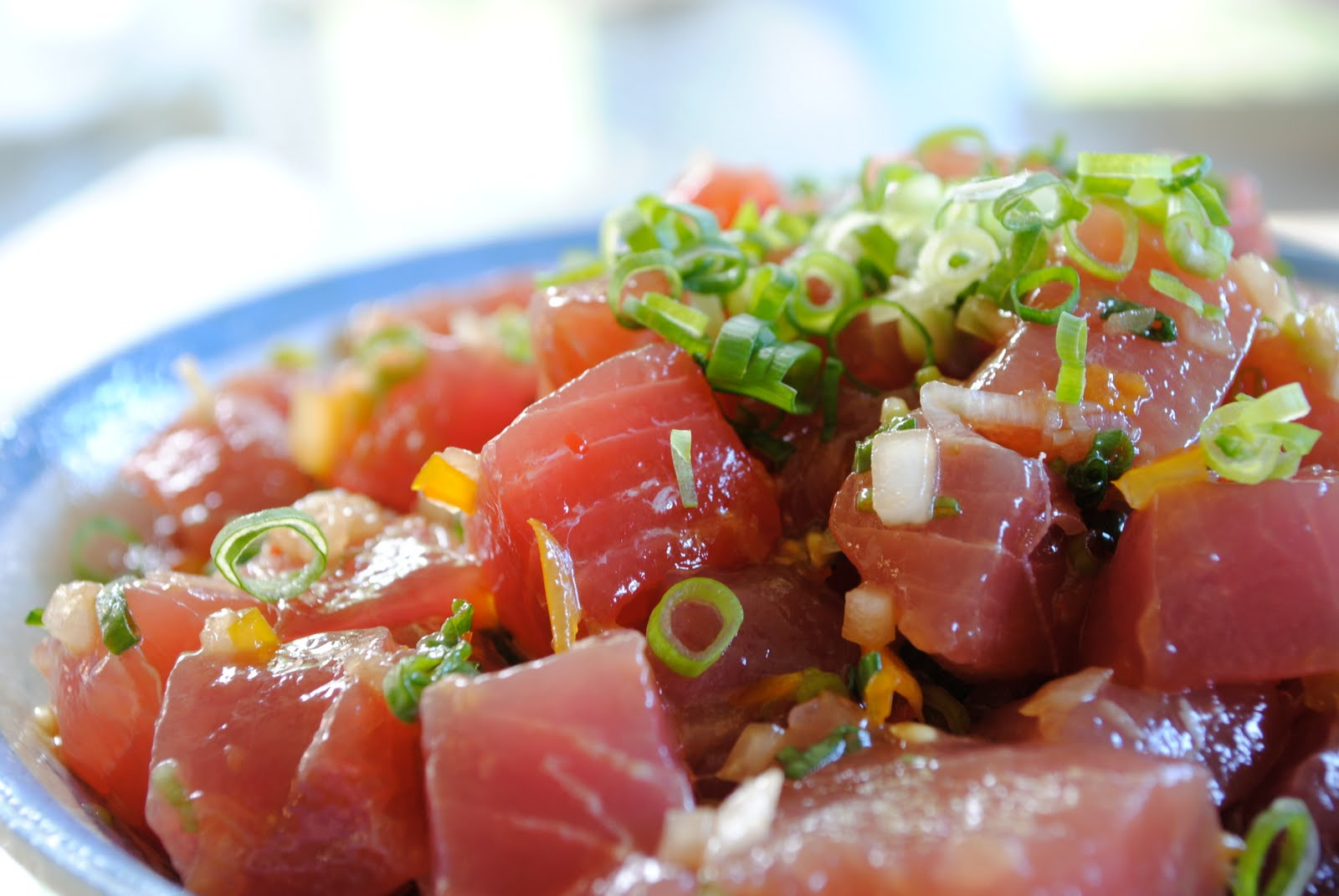
Poke com cebola, óleo de gergelim e molho de soja

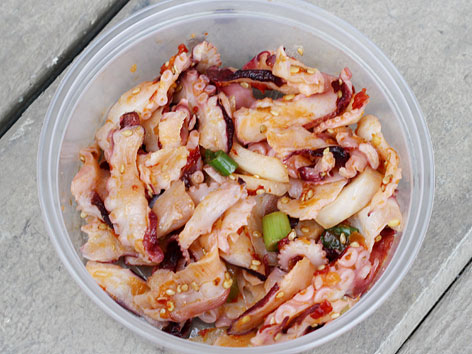
Poke de polvo (He'e ou Tako) e óleo de gergelim, pimentão amassado e sal marinho

O poke começou com os pescadores do Antigo Havaí temperando os recortes das pescadas para servir de lanche. O tradicional poke havaiano consiste em peixes eviscerados, esfolados e desossados. É servido com condimentos tradicionais, como sal marinho, alga, nogueira-de-iguape e limu.
De acordo com a historiadora de alimentos Rachel Laudan, a forma atual do poke tornou-se popular nos anos 70. O poke usava peixe cru, sem ossos e em filetes, servido com sal havaiano, algas marinhas e nogueira-de-iguape assada e moída. Essa forma de poke ainda é comum nas ilhas havaianas.
Por volta de 2012, o poke tornou-se cada vez mais popular nos Estados Unidos continentais. Uma série de restaurantes de poke — principalmente, mas não exclusivamente, restaurantes casuais rápidos — tornaram-se popular. De 2014 a meados de 2016, "o número de restaurantes havaianos na Foursquare City Guide, que inclui aqueles que servem poke," dobrou, passando de 342 para 700. Estes restaurantes têm vindo a criar versões tradicionais e modernas do prato. Essas variações podem incluir arroz gohan, abacate, molho ponzu, molho teriyaki, cogumelos, cebola crocante, jalapeño em conserva, molho sriracha, coentro, abacaxi ou pepino. Os restaurantes contemporâneos de poke são principalmente estilo fast casual, onde o prato é totalmente personalizável da sua base à marinada sobre o peixe. Podem usar outros frutos do mar, mas o atum albacora é o mais popular. Há um festival de três dias chamando "I Love Poke" para celebrar o prato e suas muitas variações. No continente, o estilo do poke preparado é tipicamente diferente do tradicional poke havaiano. Notavelmente, o estilo continental geralmente não é pré-marinado, em vez disso, preparado com molhos sob demanda, e é frequentemente diferenciado usando a grafia não tradicional de "poké", com a letra é.

## Ingredientes

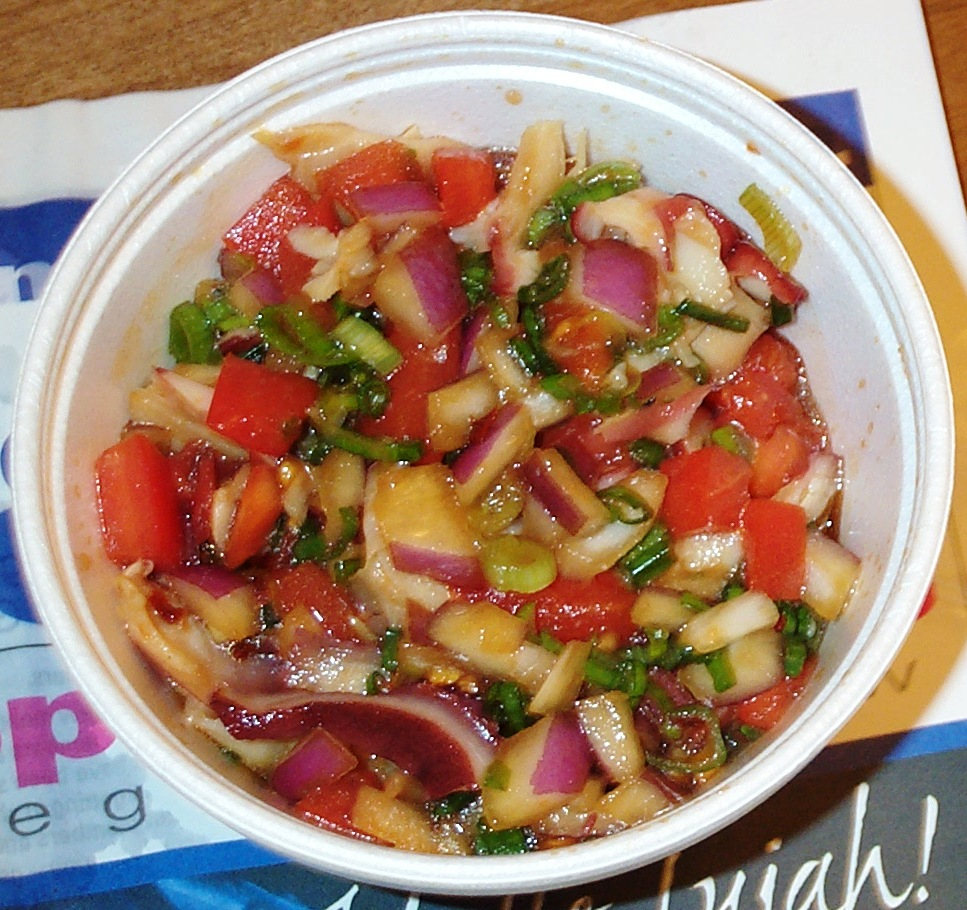
Poke de Tako ou He'e (polvo) com tomate, cebolinha, cebola maui, molho de soja, óleo de gergelim, sal marinho e pimenta

Temperos tradicionais de poke foram fortemente influenciados pelas culinárias japonesa e outras asiáticas. Estes incluem molho de soja, cebola verde e óleo de gergelim. Outros incluem furikake (mistura de peixe seco, sementes de gergelim e algas secas), pimenta seca picada ou fresca, limu (alga), sal marinho, inamona (amêndoa torrada moída), ovas de peixe, wasabi e cebolas maui. Outras variações de poke podem incluir heʻe (polvo) curado, outros tipos de atum cru, salmão cru e vários tipos de marisco.
O poke havaiano tradicional pode consistir em peixe cru em cubos, cebola maui, Inamona (um condimento feito de salmão assado, salgado), Limu (alga), molho de soja, cebola verde ou óleo de gergelim.

## Pratos semelhantes

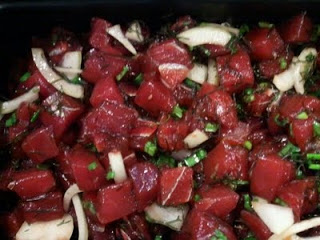
Ahi poke feito com atum, molho de soja, sal marinho, cebolinha, cebola Maui e limu

O Poke vem da mesma origem culinária e linguística das saladas de peixe da Polinésia, como oka em Samoa, ika mata nas Ilhas Cook e kokoda em Fiji. Pratos de peixe cru semelhante ao poke que são frequentemente servidos na Europa são carpaccio de peixe e peixe tártaro. Igualmente similares ao poke são o hoe-deopbap coreano, o atum cru marinado servido sobre o arroz e o ceviche peruano. Sashimi japonês também consiste de frutos do mar crus; outros pratos japoneses similares são zuke don, um prato donburi coberto com peixe curado (geralmente atum ou salmão), juntamente com abacate coberto com furikake, e kaisendon, uma versão mais elaborada servida com coberturas adicionais sem peixe.